# ألفونس ماريا ياكوب
ألفونس ماريا ياكوب (بالألمانية: Alfons Maria Jakob) هو طبيب نفسي وعالم أعصاب ألماني، ولد في 2 يوليو 1884 في أشافنبورغ في ألمانيا، وتوفي في 17 أكتوبر 1931 في هامبورغ في ألمانيا.

## وصلات خارجية
- ألفونس ماريا جاكوب على موقع الموسوعة البريطانية (الإنجليزية)